# Palmdwarsstraat

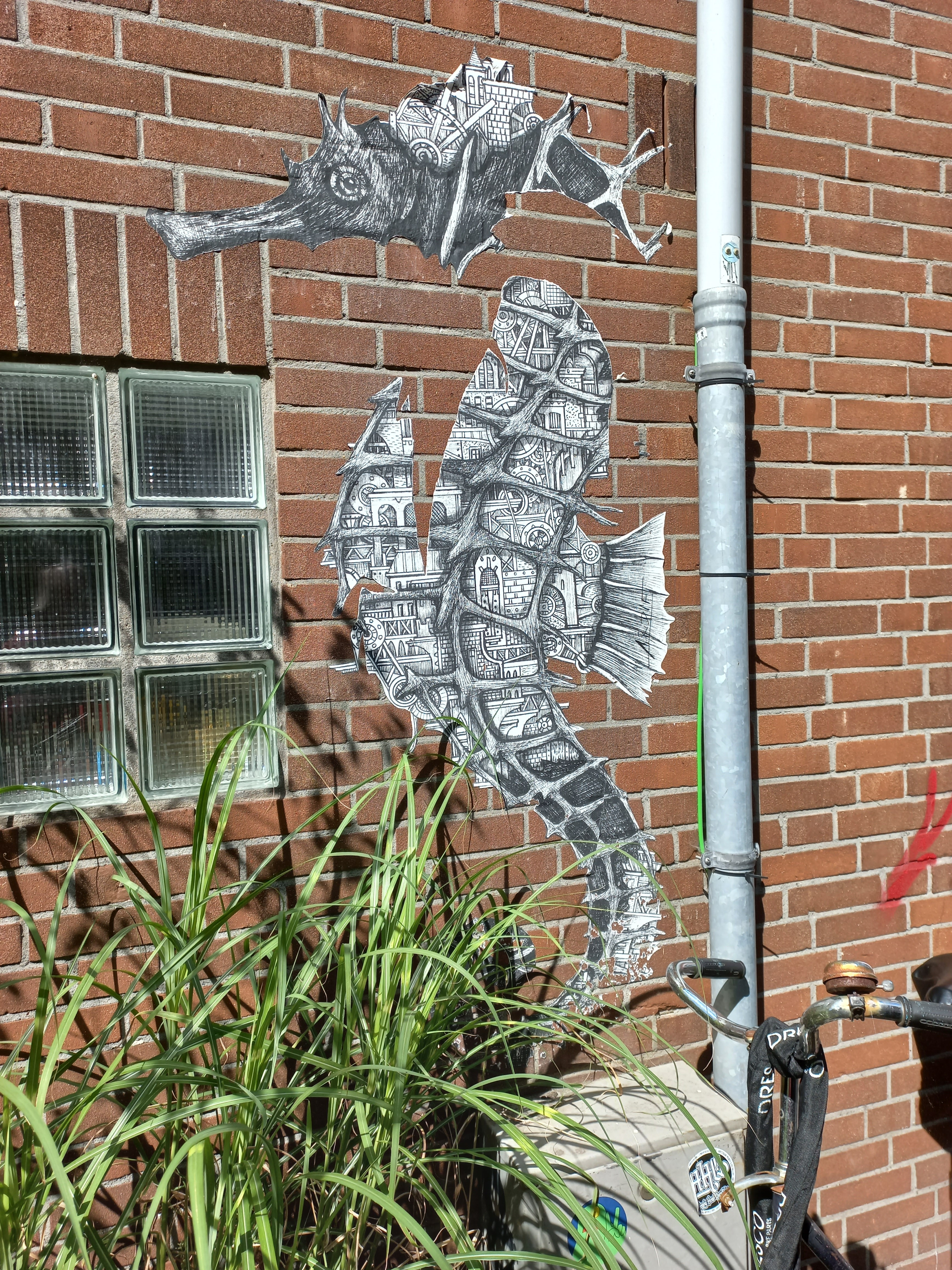
Muurschildering Zeepaard (juli 2022)

De Palmdwarsstraat is een straat in Amsterdam-Centrum.

## Geschiedenis en ligging
Deze dwarsstraat is indirect vernoemd naar de boom Palm. Ze begint aan de Palmgracht (gedempt in 1895), loopt naar het zuiden, kruist de Palmstraat en eindigt op de Willemsstraat. Het is een typische straat in het centrum in Amsterdam, woningen staan aan smalle straatjes. Het Palmbuurtje is gelegen in de noordelijke punt van de Jordaan. Het buurtje stamt uit begin 17e eeuw en is te zien op de vogelvluchtkaart van Balthasar Florisz. van Berckenrode uit 1625, dan liggend tussen de Palm Graft en Goutbloems Graft (bij demping Willemsstraat). De straat ligt dan ook al in het verlengde van de Driehoekstraat al was die toen nog niet bebouwd. Op de kaart van Daniël Stalpaert uit 1662 zijn ook twee bruggen te vinden over beide grachten (graften).
Ook Rotterdam heeft een Palmstraat en Palmdwarsstraat maar geen Palmgracht.

## Gebouwen
Huisnummers lopen op van 1 tot en met 81, al missen hier en daar een aantal nummers vanwege samentrekken van woningen. Anderzijds werden hier na een nieuwbouwproject de huisnummers per appartement gegeven. De originele bebouwing is al lang verdwenen en in de latere bebouwing kwamen door verval en nodige sloop in de 20e eeuw steeds meer open plekken. De bebouwing valt in de 21e eeuw in twee delen uiteen

### Oudbouw
Een “klassiek blok” is dat op de huisnummers 8 tot en met 14. Zij sluiten aan op een bouwblok dat weliswaar aan de Palmdwarsstraat staat, maar adressen kreeg aan de Palmgracht 45-49. Dit blok werd door de gemeente Amsterdam hoog ingeschat voor wat betreft de architectuur met rijksmonumenten (orde 2 en 3). Daaronder bevindt zich op voormalig nummer 4 een huis uit 1720, dat gebouwd is voor Dirck Martensz Kat, te herkennen aan de gevelsteen met kat.

### Nieuwbouw
De overige adressen behoren tot nieuwbouw gerealiseerd uit de periode 1970-1981. Het complex is ontworpen door het architectenduo Aldo van Eyck en Theo Bosch. Het complex staat niet alleen aan de Palmdwarsstraat (1-19, 33-37, 39-81 en 16-26 en 28-42) maar ook aan de  Palmgracht (nr 37) en Palmstraat (44-48, 55-57, 61-65). Bosch, dan beginnend architect, had zijn afstudeerproject toegepast in de Jordaan. Samen met Van Eyck volgde daaruit een ontwerp van een groot complex van 250 woningen, dat slechts ten dele werd uitgevoerd.
Het uitgevoerde deel bestaat uit vijf blokken; het vijfde ligt op de hoek Goudsbloemstraat en Tweede Goudsbloemdwarsstraat. Van Eyck en Bosch ontwierpen woningen en winkels om meer (mogelijkheid tot) bedrijvigheid te creëren. Toegang tot de complexen werd gerealiseerd door teruggetrokken geveldelen aan de straatzijde (arcades), maar ook aan de binnenterreinen werden toegangen gemaakt (galerijen, terrassen en balkons). Binnen het geheel konden de architecten twee- drie- en vierkamerwoningen kwijt. Er was in de Jordaan behoefte aan grotere woningen aangezien, zeker in die jaren, er een overschot aan (te) kleine woningen was. Door toepassing van serres en Franse balkons kreeg elke woningen voldoende daglicht binnen. Het geheel werd opgeleverd binnen een subsidieprogramma Experimentele woningbouw (nieuwbouw in oudere woonmilieus) binnen de stadsvernieuwing, Een van de beperkingen was de hoogte van de gebouwen, bij de hoge bouw zouden andere panden te weinig daglicht vangen. Opdrachtgever was de Dienst Volkshuisvesting Amsterdam.
Erfgoedvereniging Heemschut Amsterdam nam het complex op hun brochure Post '65, Architectuur 1966-1990 in Amsterdam (2018) onder nr. 17. Ze omschreven het als 
Voorbeeldig stadsvernieuwingproject .... Goed passend bij de schaal en typologie van de Jordaan
.
In juni 2025 resulteerde dat in een benoeming tot gemeentelijk monument onder de gemeenschappelijke noemer "Complex Palmdwarsstraat en omgeving".

## Kunst
De straat is te nauw voor kunst in de openbare ruimte. In de nieuwbouw zijn echter oude gevelstenen herplaatst; er is ook een muurschildering:
- op de Palmdwarsstraat 1-Palmgracht 37: twee jaarstenen Anno 1661 met twee lopende reigers
- op Palmdwarsstraat 4; kat met kitten in de bek
- op de Palmdwarsstraat gevelsteen D.Schlle Vis uit Ao 1696 (schelvis)
- op de Palmdwarsstraat muurschildering in de vorm van een zeepaard.

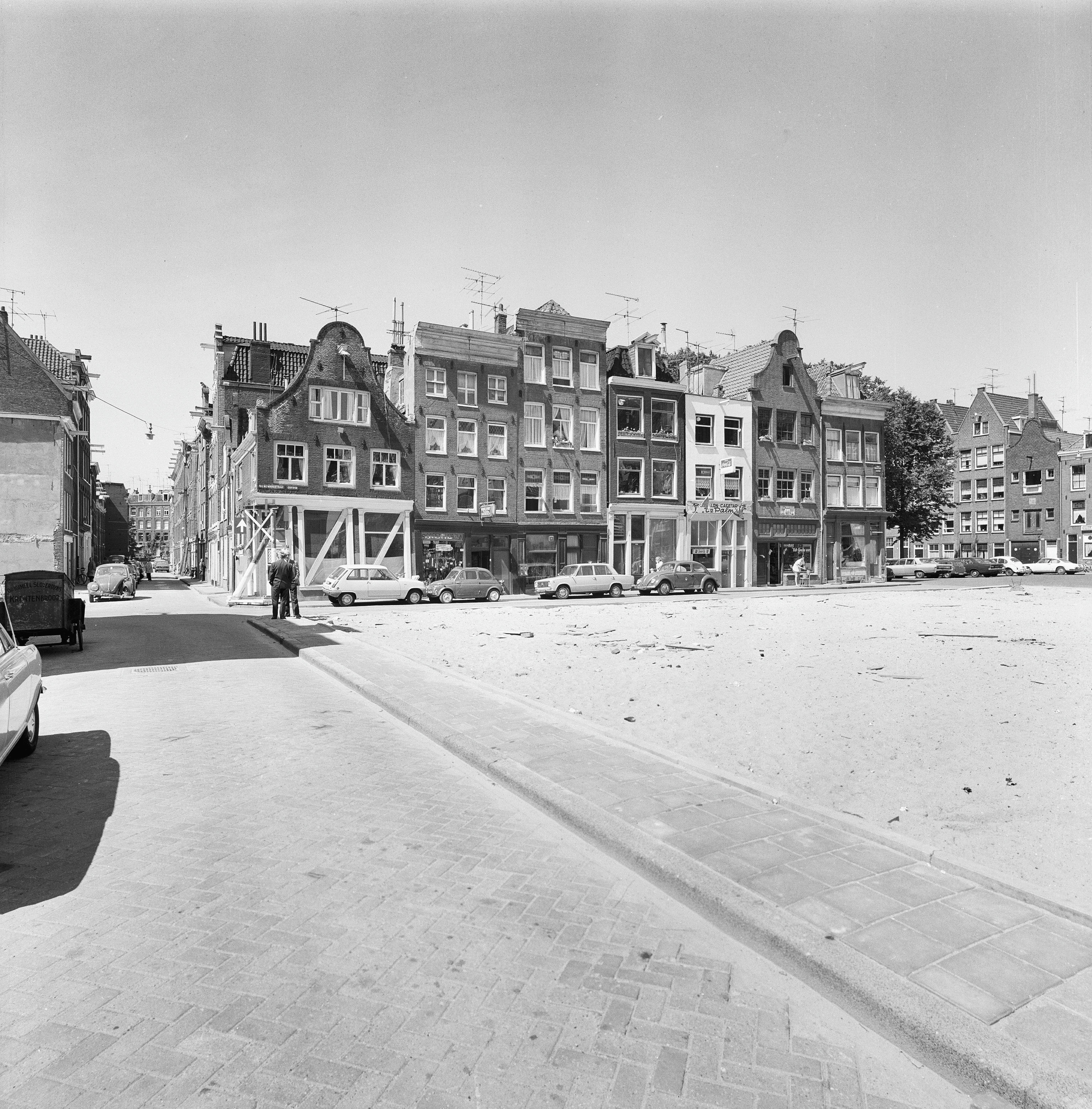
Gevelwand Palmdwarsstraat 2-14 (vrnl in 1974) met bouwgrond complex Van Eyck en Bosch